# Skogssiska
Skogssiska (Crithagra scotops) är en fågel i familjen finkar inom ordningen tättingar.

## Utseende och läte
Skogssiskan är en kraftigt streckad gulgrön finkfågel med en knubbig ljusskär näbb. Hanen är svartaktig i ansiktet och på hakan. Ovanför ögat syns ett smalt gult ögonbrynsstreck. Honan är gråare i ansiktet. Lätena är ljusa och varierade.

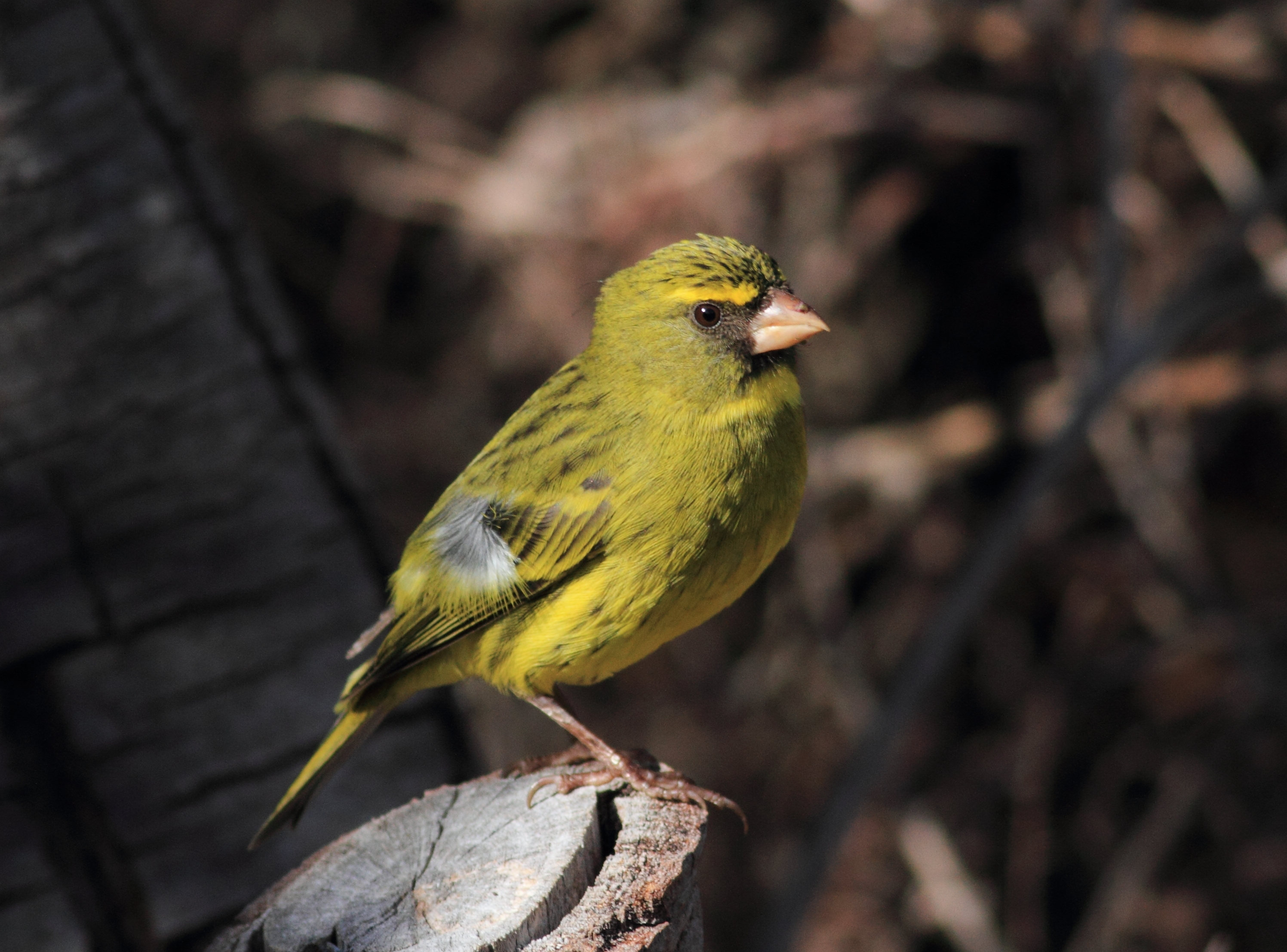

## Utbredning och systematik
Skogssiskan förekommer i södra Afrika. Den delas in i tre underarter med följande utbredning:
- kirbyi – nordöstra Sydafrika (Limpopo)
- umbrosus – östra och sydöstra Sydafrika (från Mpumalanga och västra KwaZulu-Natal söderut till södra Västra Kapprovinsen)
- scotops – östra Sydafrika (kustnära KwaZulu-Natal och kustnära Östra Kapprovinsen), östra Lesotho samt norra Swaziland

Den placerades tidigare ofta i släktet Serinus, men DNA-studier visar att den liksom ett stort antal afrikanska arter endast är avlägset släkt med t.ex. gulhämpling (S. serinus).

## Levnadssätt
Skogssiskan förekommer som namnet avslöjar i skogsområden, men även i buskage, trädgårdar och i kanten av jordbruksmarker. 

## Status
Arten har ett stort utbredningsområde och beståndet anses stabilt. Internationella naturvårdsunionen IUCN listar den därför som livskraftig (LC).